# Номерні знаки Грузії

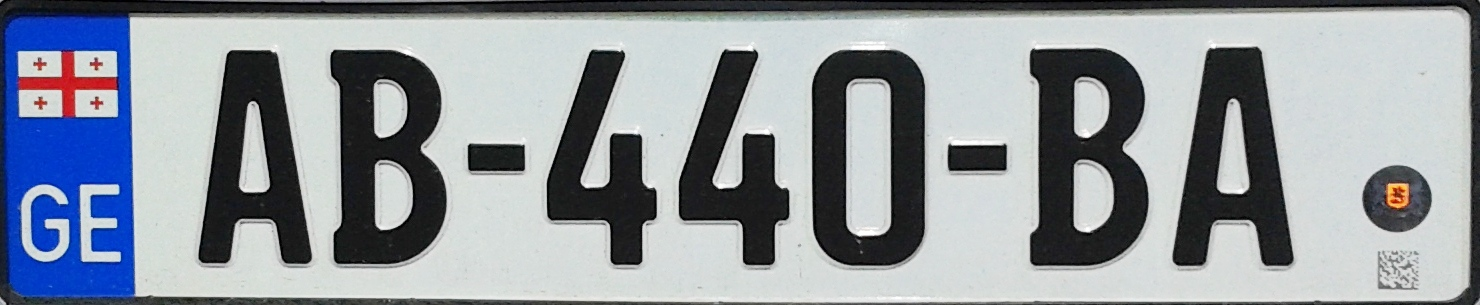
Номерний знак нового зразка із синьою смугою.

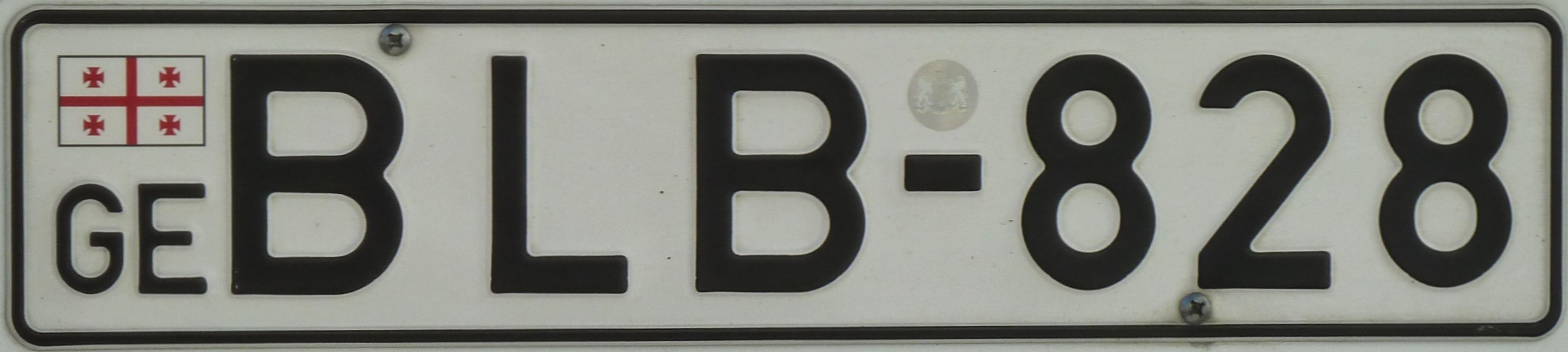
Старий зразок номерного знака.

Автомобільні номерні знаки Грузії використовуються для реєстрації транспортних засобів у Грузії. Вони використовуються для перевірки законності використання, наявності страхування та ідентифікації транспортних засобів.

## Формат
Номерний знак Грузії містить комбінацію символів двох літер, дефісу, трьох цифр, дефісу і двох літер (наприклад, «FA-123-TI»). Символи чорного кольору на білому тлі із синою смугою, уподібненою до смуги ЄС, зліва. Використовуються літери латинської абетки. Знаки мають такий же розмір, як і найбільш поширений європейський номерний знак. Всі пластини містять міжнародний код Грузії «GE» та зображення державного прапора на синій смузі. Чинний набір нових реєстраційних знаків нового стилю використовується з 1 вересня 2014 року.
1 вересня 2014 року було введено новий реєстраційні номерні знаки європейського зразка. Вони місять по дві літери на початку та в кінці комбінації (як італійські) та три цифри між ними. Синя смуга зліва містить грузинський прапор і код «GE», а внизу праворуч — голограма безпеки. В якості додаткових ознак захисту, пластини мають символ, подібний до водяного знаку, агентства служби «LEPL» з МВС Грузії. Знаки старого зразка з трьома літерами, дефісом і трьома цифрами (наприклад, ABC-123), чорного кольору на білому тлі, залишатимуться дійсними принаймні до 2020 року. Для автомобілів, яким не підходять стандартні пластини, можливе встановлення квадратних номерних знаків.
Поєднання символів на номерних знаках нового зразка не пов'язане з географічним розташуванням.

## Регіональні коди
- A — Тбілісі
- B — Аджарія
- C — Абхазія
- D — Кутаїсі
- E — Руставі
- F — Зугдіді
- N — Ахалцихе
- O — Горі
- P — Мцхета
- R — Телаві
- S — Болнісі.

Після того як система номерних знаків із префіксами регіонів була вичерпана, вона була вилучена. Будь-хто може придбати будь-яку комбінацію. Деякі комерційні організації викупили всі цифрові послідовності старих знаків з реєстром у межах однієї комбінації (наприклад, всі пластини «TBC» належать «TBC Bank», а всі знаки з префіксами «MZE» належать компанії «Mze TV»). Автомобілі швидкої допомоги мали номерні знаки з серії «PSP», а пожежні машини мали номери із серії «SOS».

## Спеціальні
- Номерні знаки причепів і напівпричепів. У стандарті 1993 роки від автомобільних номерів відрізняються наявністю тільки двох літер на початку номера (між літерами є відстань), є як однорядне, так і дворядне виконання. У стандарті 2014 року від автомобільних відрізняються наявністю тільки однієї літери в другій групі літер як в однорядному, так і у дворядному виконанні.
- Номерні знаки мототранспорту. Знаки дворядного виконання, у верхньому ряду містяться дві літери, у нижньому — чотири цифри, зліва — прапор Грузії та автомобільний код. У стандарті 2014 року змінився тільки шрифт і вид національної символіки.
- Номерні знаки сільгосп-, дорожньої і спецтехніки та причепів до неї. Відрізняються від мотоциклетних знаків наявністю лише трьох цифр в нижньому ряду, що робить їх практично ідентичними дворядному причіпному знаку. Єдина відмінність — на номерах спецтехніки розміщений державний прапор Грузії.
- Транзитні номерні знаки (експорт). Виконуються чорними символами на білому тлі, зліва містяться чотири цифри, праворуч — дві літери. Між літерами і цифрами червона смуга з розташованими один під одним прямокутними білими віконцями, в верхньому віконці пишеться рік дії номера, в нижньому — місяць. Дані номери мають зменшений розмір і виконуються у вигляді наклейки.
- Транзитні номерні знаки (внутрішні). Від стандартних відрізняються наявністю двох літер і чотирьох цифр, між буквами відсутній пробіл, перша літера найчастіше «Т». Існують також мотоциклетні транзитні номери, у них одна літера (найчастіше «Т») у верхньому ряду і три цифри — у нижньому. У стандарті 2014 року змінився шрифт, колір символів з чорного на червоний і вид національної символіки, а у мотоциклетних також збільшилася кількість цифр з трьох до чотирьох.
- Номерні знаки нерезидентів. Виконуються чорними символами на жовтому тлі, формат — буквосполучення «FG» і п'ять цифр. Із середини 2000-х років не видаються.
- Дипломатичні номерні знаки. Виконуються білими символами на червоному тлі, формат — три цифри, літера статусу, від однієї до трьох цифр. Одна цифра ставиться на автомобілях глав дипмісій, дві (набагато рідше — три) цифри ставляться на всіх інших автомобільних номерах. Буква статусу позначає:
  - D — співробітник з дипломатичним статусом
  - T — співробітник без дипломатичного статусу (техперсонал),
  - CMD — автомобіль глави диппредставництва.

У стандарті 2014 року змінився шрифт, кількість цифр після статусу завжди три, а також додалися літери «СС» — консульські працівники.
Різновидом дипломатичного номера є номери іноземних компаній, які виконуються білими символами на зеленому тлі, на місці літери статусу ставиться буквосполучення «AS». У стандарті 2014 року змінився тільки шрифт.
- Номерні знаки Місії спостерігачів ЄС. Виконуються білими символами на блакитному тлі, формат — буквосполучення «EUMM» і три цифри.
- Військові номерні знаки. Виконуються білими символами на чорному тлі, формат — дві літери і три цифри. Зліва номерного знака міститься вузька зелена смужка, на якій один під одним написані літери «G» і «A».

## Дипломатичні коди
Транспортні засоби дипломатичних представництв мають власний формат номерного знака з білими символами та білими цифрами на червоному тлі. Номери на пластинах посольства відформатовані таким чином, що перші дві цифри являють собою іноземну особу / організацію, на якій зареєстровано транспортний засіб, за яким слідують «CMD», «D» або «AS». Останні три цифри є послідовними, де «XX CMD 001» є (як правило) автомобіль посла. 
| Код | Країна або організація                  |
| --- | --------------------------------------- |
| 01  | Німеччина                               |
| 02  | США                                     |
| 03  | Туреччина                               |
| 04  | Ізраїль                                 |
| 05  | КНР                                     |
| 06  | Росія                                   |
| 07  | ООН                                     |
| 08  | ОБСЄ                                    |
| 09  | Іран                                    |
| 10  | Ватикан                                 |
| 11  | Вірменія                                |
| 12  | Франція                                 |
| 13  | Червоний Хрест                          |
| 14  | Україна                                 |
| 15  | Міжнародні організації                  |
| 16  | Європейський Союз                       |
| 17  | Велика Британія                         |
| 18  | Греція                                  |
| 19  | Азербайджан                             |
| 20  | Світовий банк                           |
| 21  | Румунія                                 |
| 22  | Польща                                  |
| 23  | Кот-д'Івуар                             |
| 24  | Латвія                                  |
| 25  | ЄБРР                                    |
| 26  | Болгарія                                |
| 27  | Міжнародний комітет Червоного Хреста    |
| 28  | Швейцарія                               |
| 29  | Італія                                  |
| 30  | Сан-Марино                              |
| 31  | Нідерланди                              |
| 32  | Чехія                                   |
| 33  | Швеція                                  |
| 35  | Казахстан                               |
| 36  | Рада Європи                             |
| 37  | Філіппіни                               |
| 38  | Данія                                   |
| 39  | Литва                                   |
| 40  | Естонія                                 |
| 41  | УВКБ ООН                                |
| 43  | Ірак                                    |
| 44  | Іспанія                                 |
| 45  | Угорщина                                |
| 46  | Моніторингова місія Європейського Союзу |
| 47  | Азійський банк розвитку                 |
| 48  | Словаччина                              |
| 49  | НАТО                                    |
| 50  | Японія                                  |
| 51  | Ірландія                                |
| 52  | Словенія                                |
| 54  | Мальта                                  |
| 55  | Канада                                  |
| 56  | Бразилія                                |
| 57  | Індонезія                               |
| 59  | Катар                                   |
| 63  | Австралія                               |
| 65  | Туркменістан                            |
| 67  | Південна Корея                          |

## Галерея

Регулярні номерні знаки Грузії зразка 1993 року
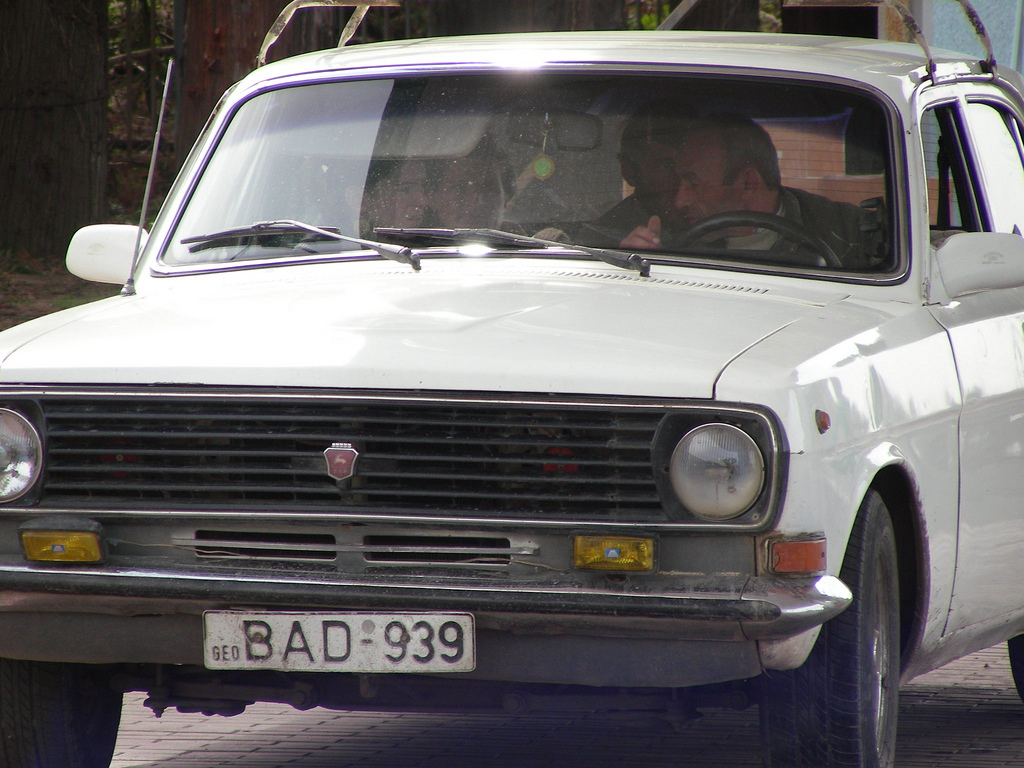
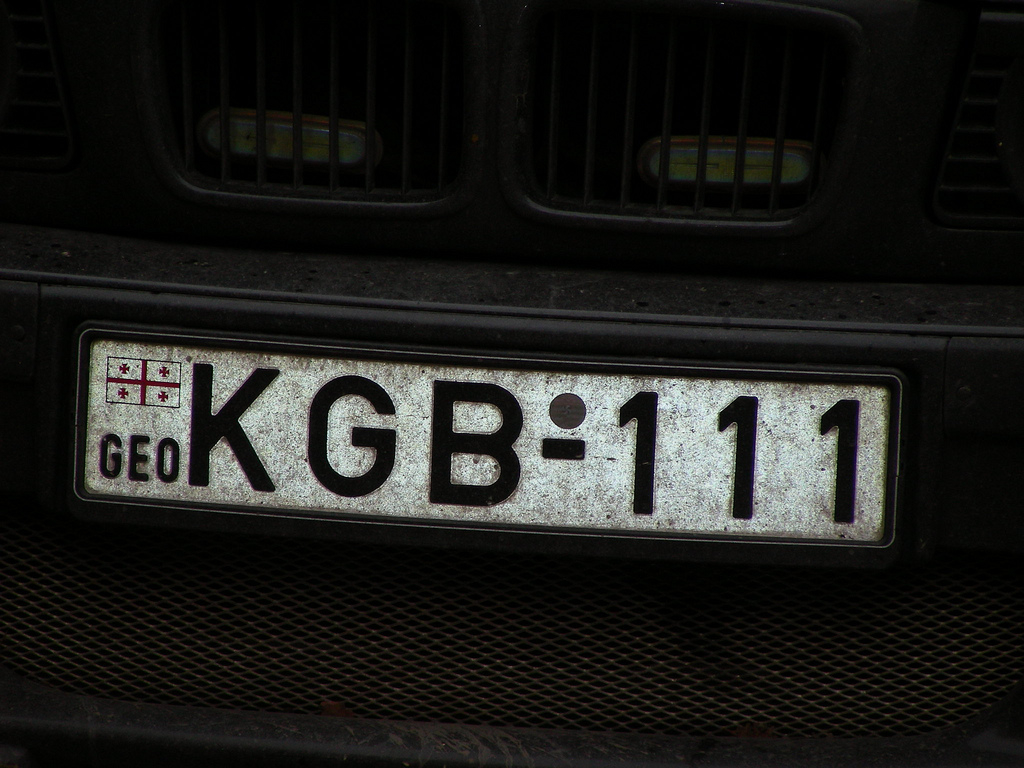
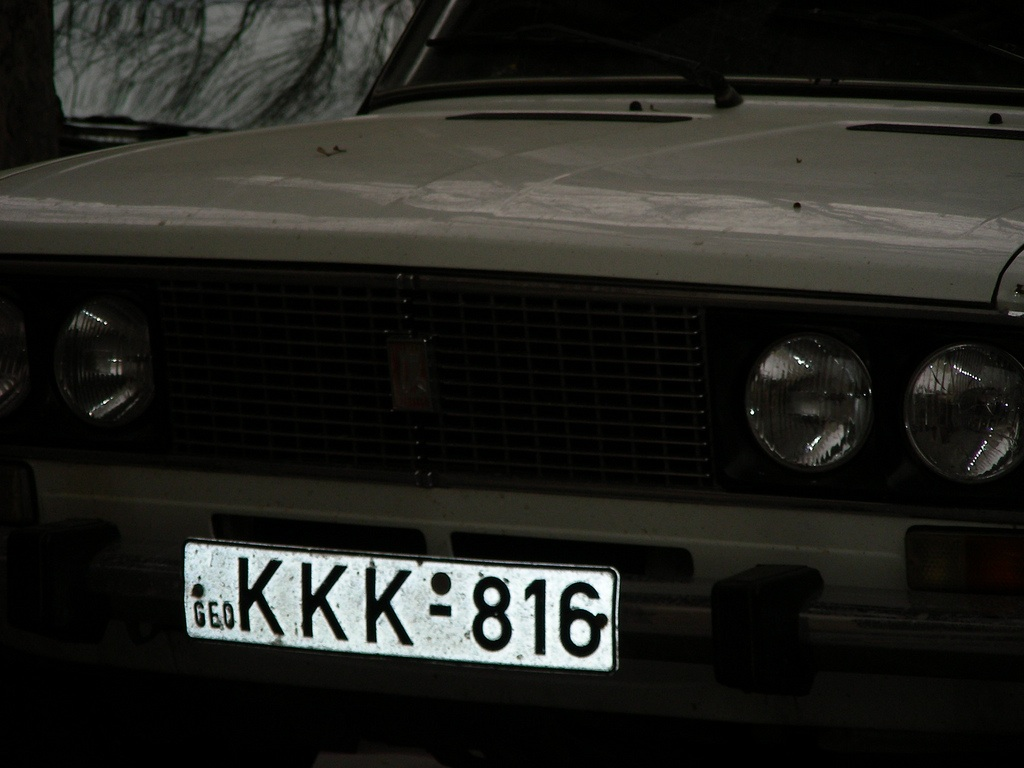
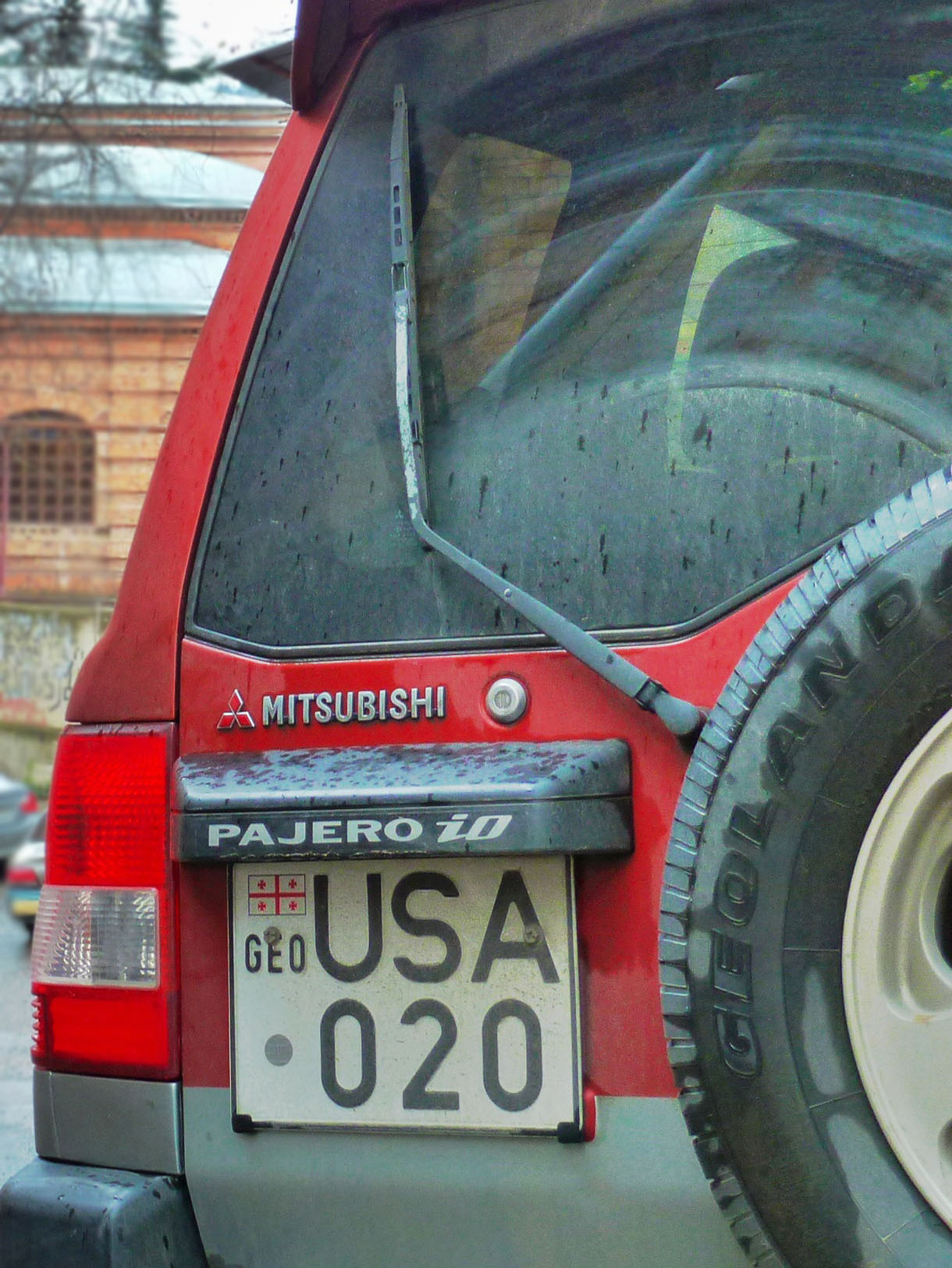

Регулярні номерні знаки Грузії зразка 2014 року
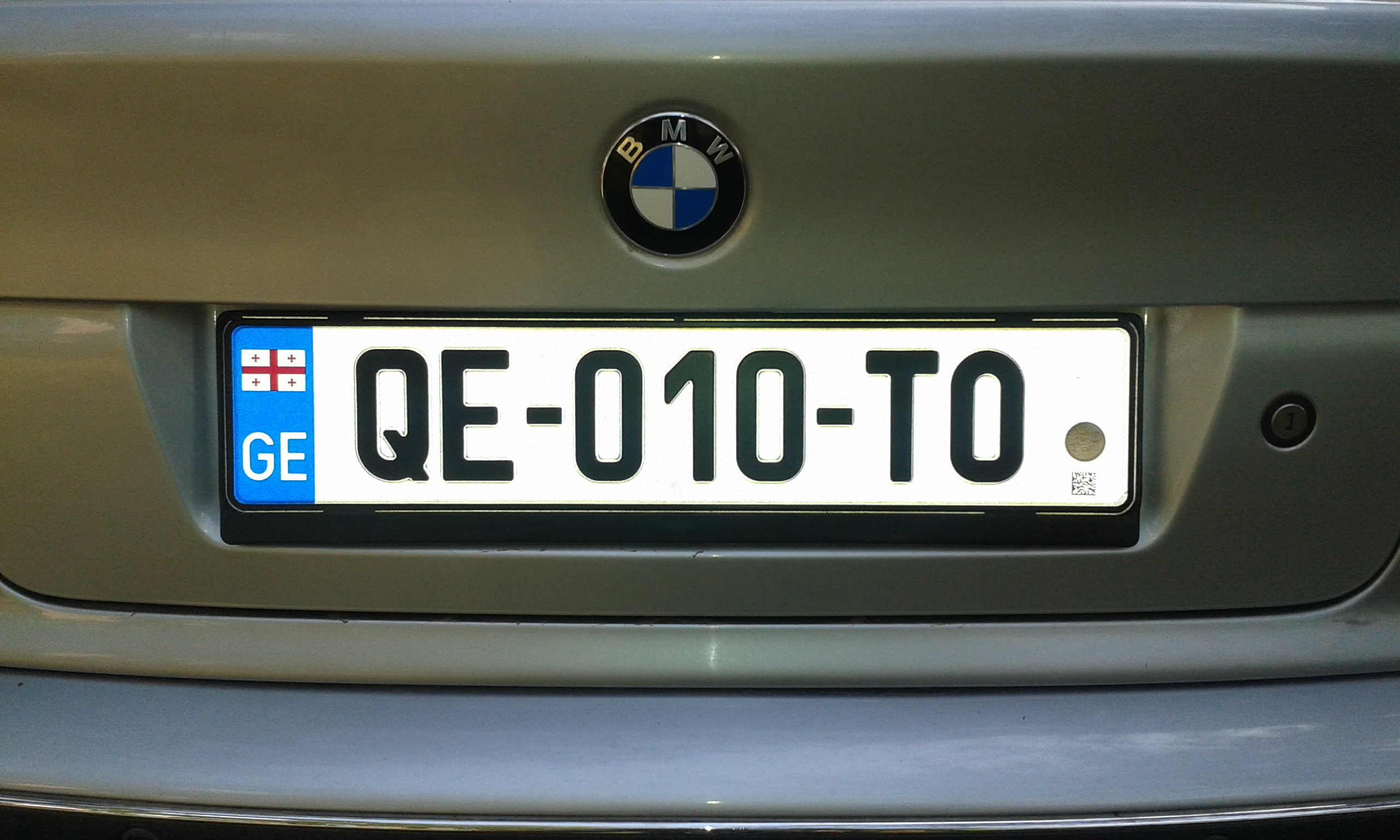
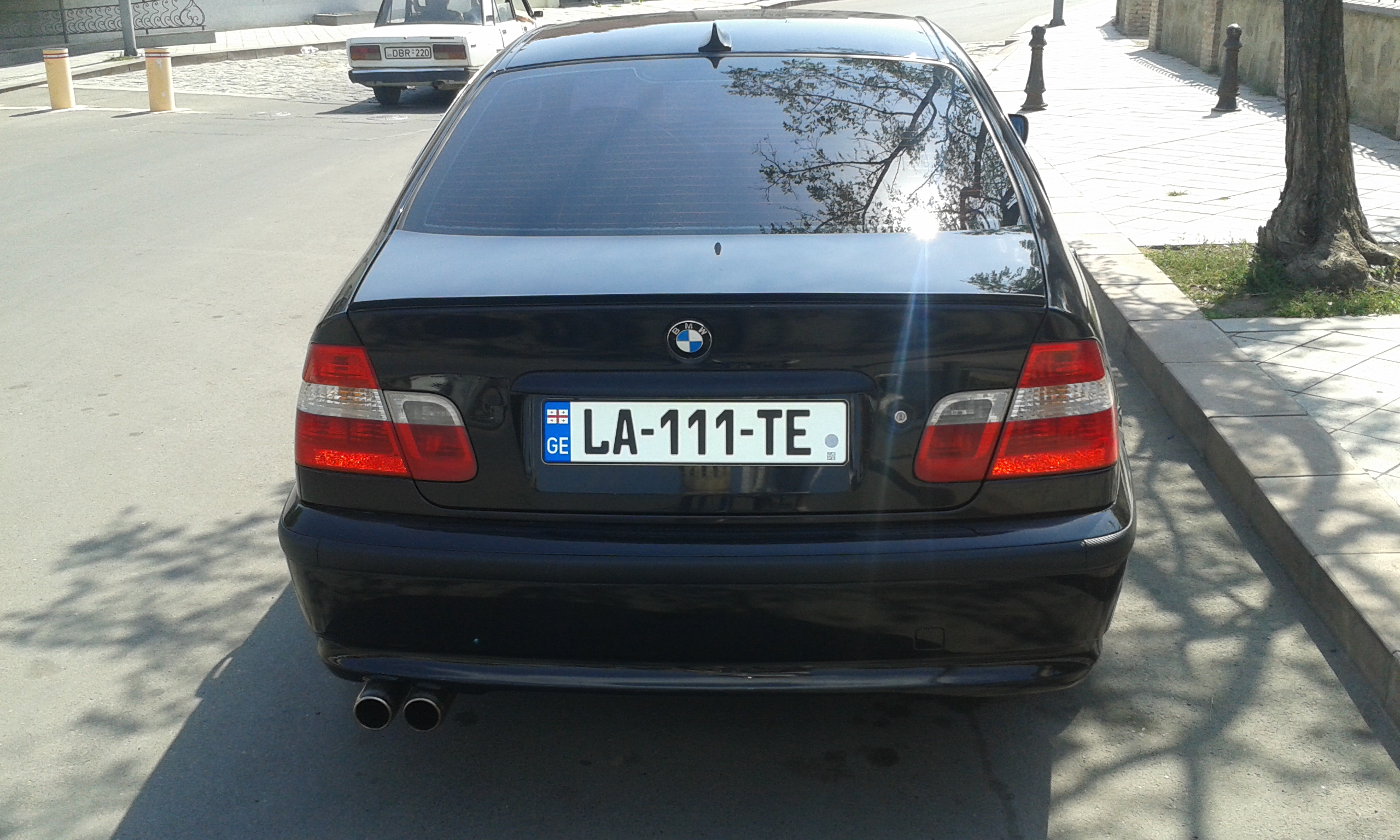
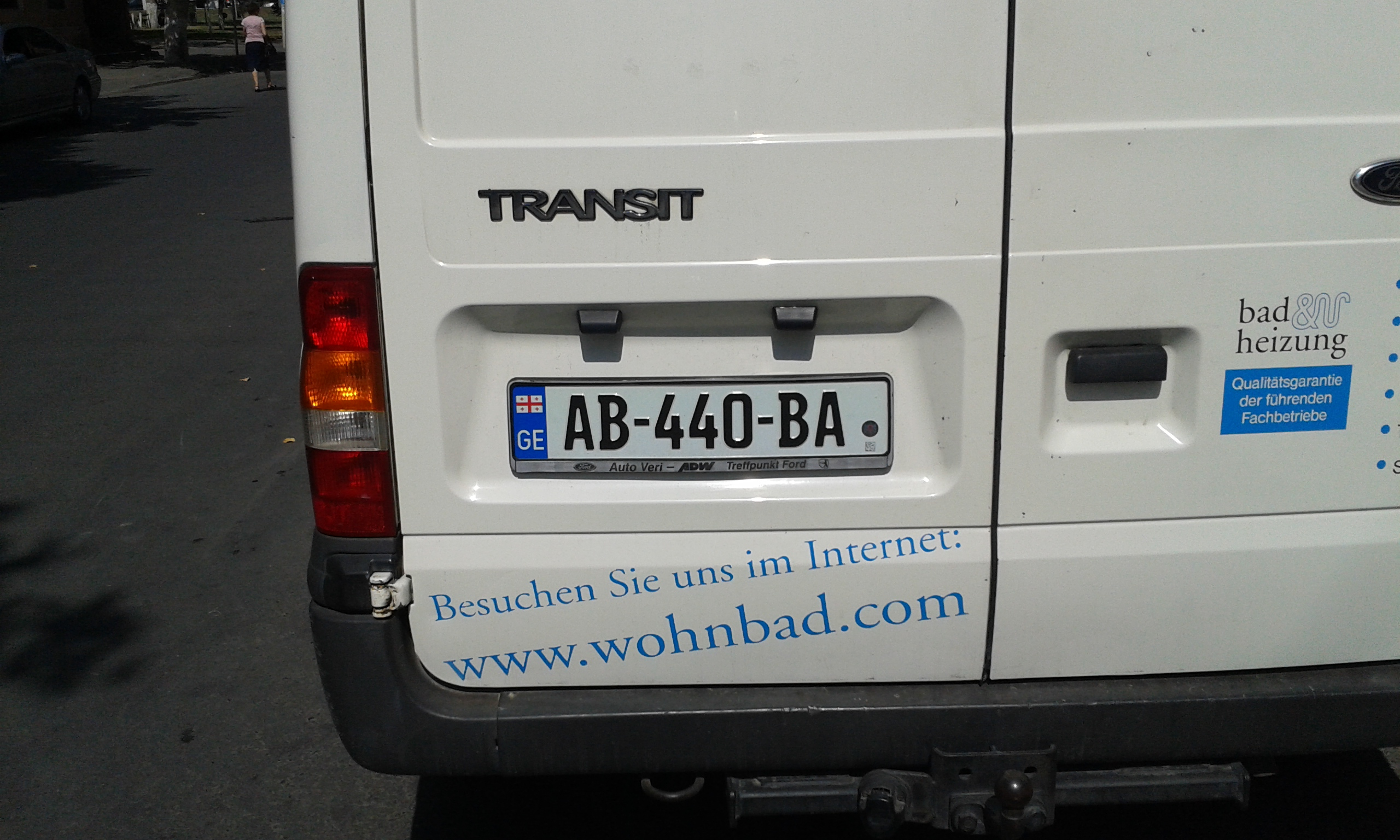
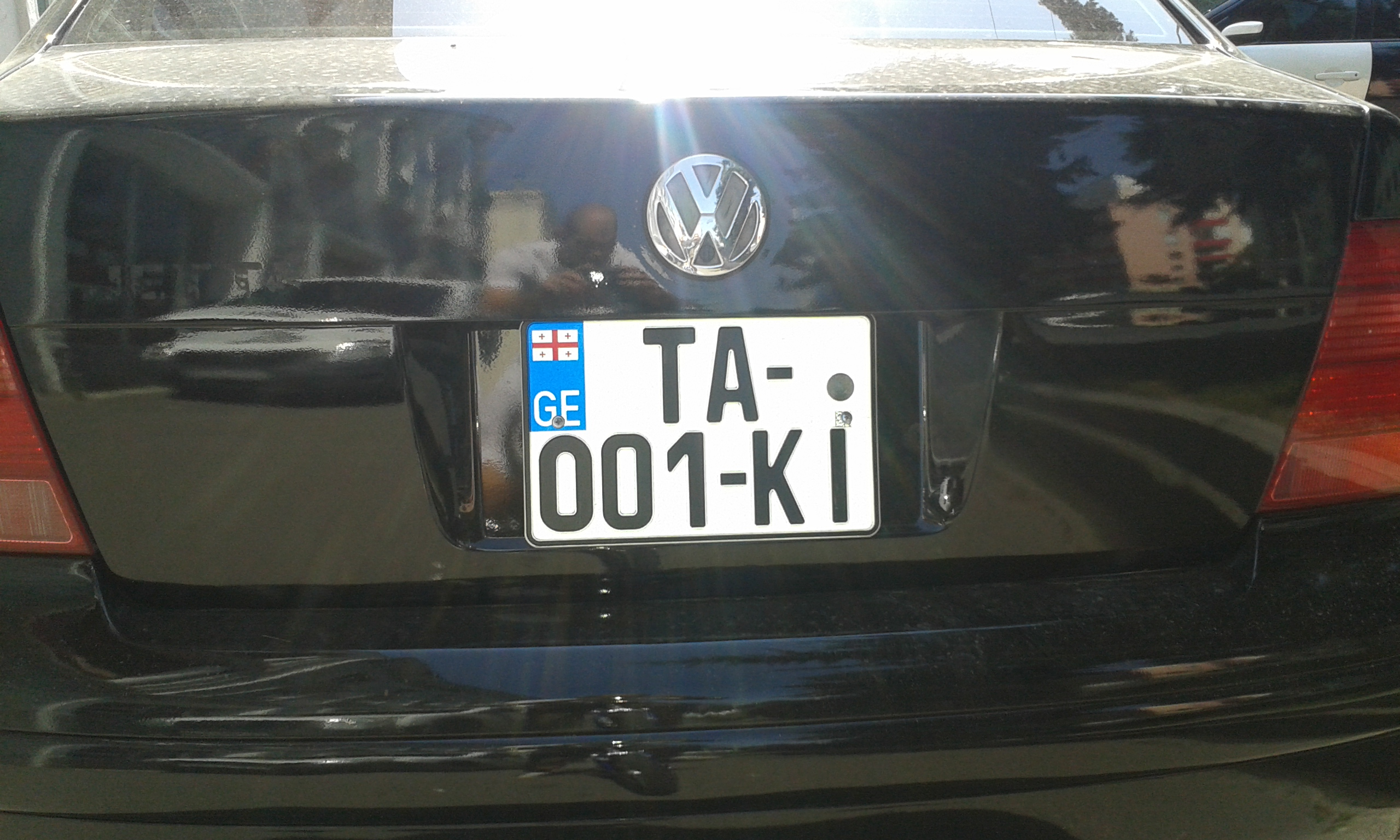

Спеціальні
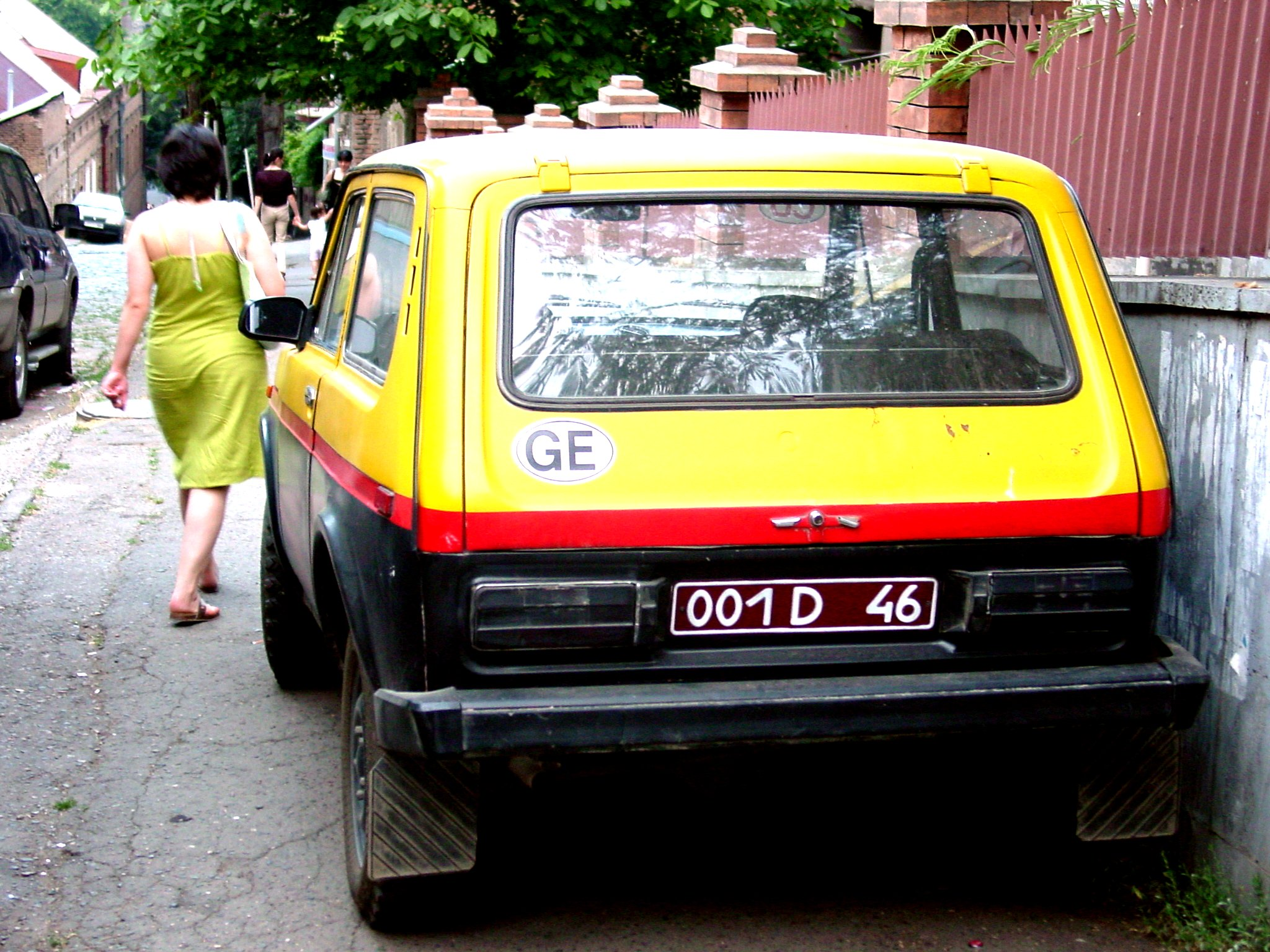
Дипломатичні
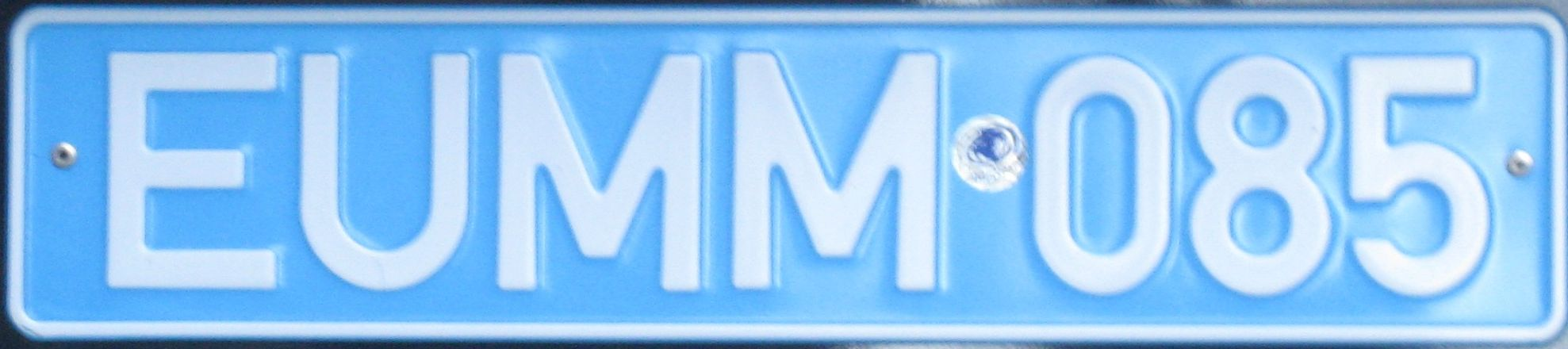
Спостерігачів Євросоюзу
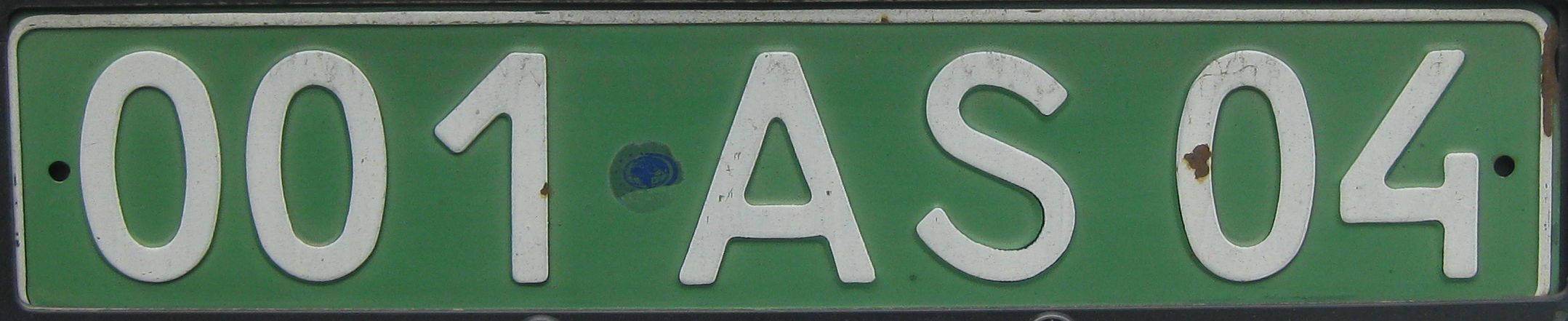
Іноземної компанії
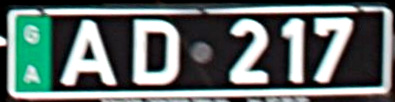
Військовий
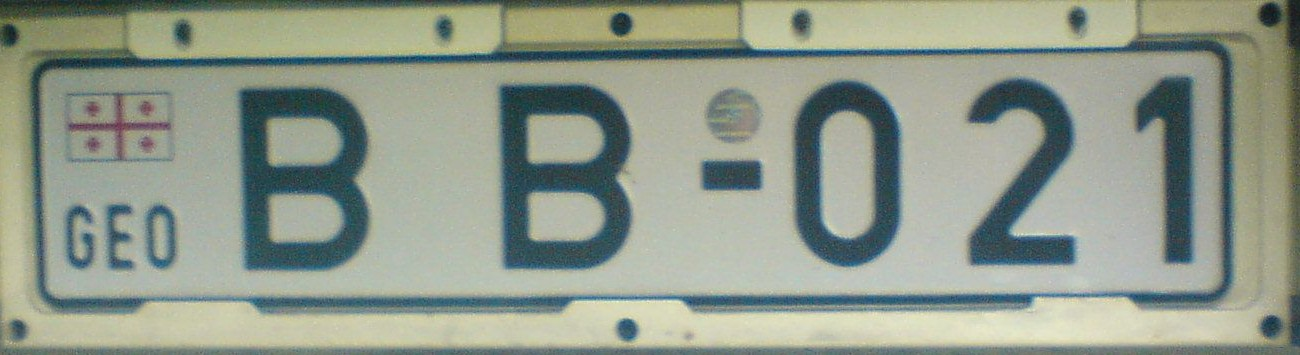
Номер причепів (стандарт 2004 року)
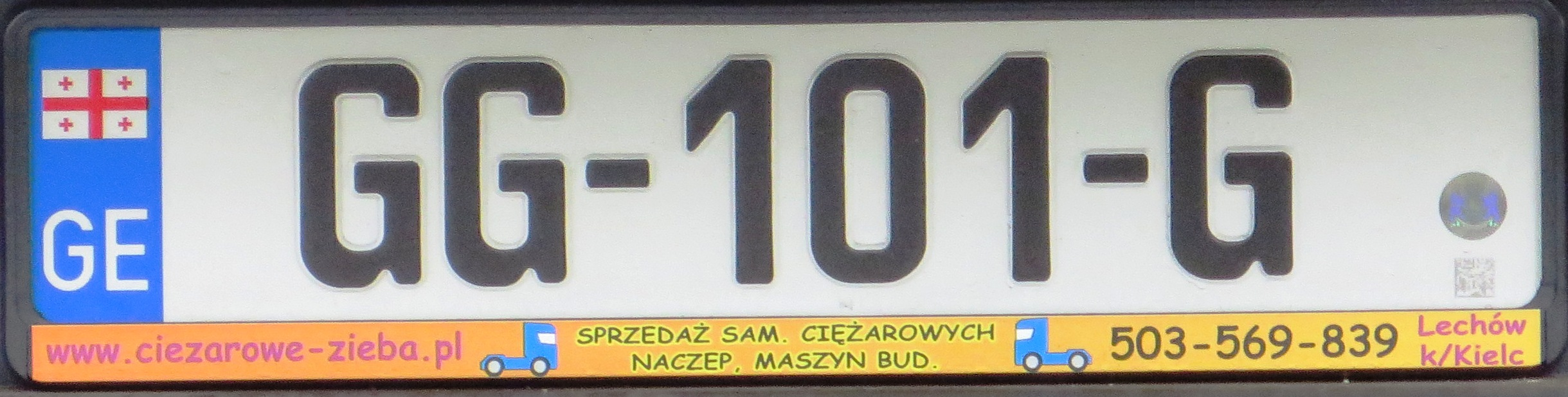
Номер причепів (стандарт 2014 року)

### Індекс автомобільних номерів Республіки Абхазія
Радянський період, 1990-ті і початок 2000-х рр.
За радянських часів в Абхазької АРСР використовувалися номери, нічим не відрізнялися від номерів в іншій частині Грузинської РСР (серії ГА, ГГ, ГД і ГР). Незважаючи на те, що серія номерних знаків АІ була зарезервована для Абхазії ще в 80-х, коли почав використовуватися новий стандарт (1977 р.) на автомобільні номери, реально такі номери стали видаватися тільки після відділення Абхазії від Грузії на початку 1990-х.
Сучасні номери

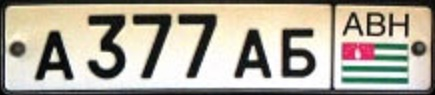

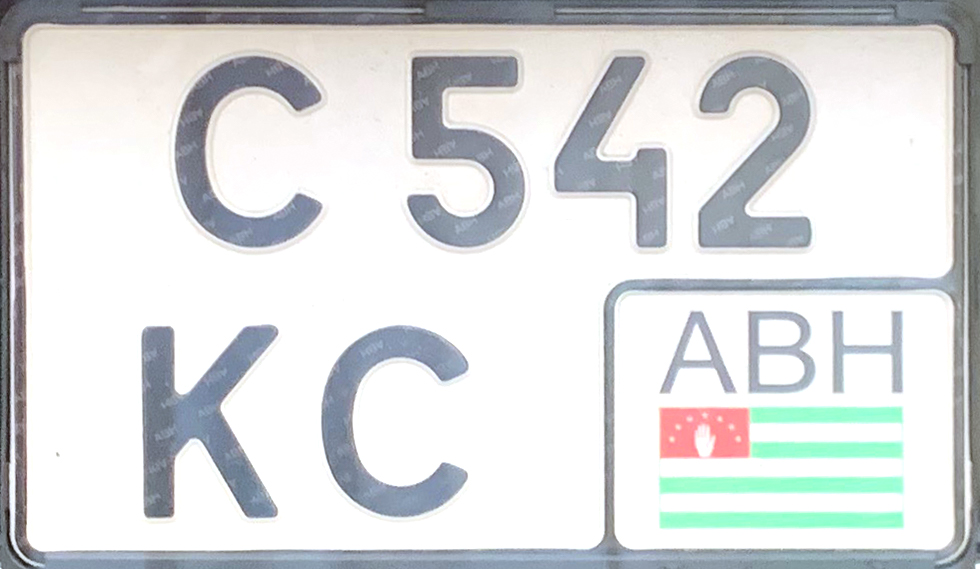

Сучасні абхазькі номери, що видаються з 2006 року, аналогічні російським за розмірами і шрифту і будуються за принципом — 1 буква, 3 цифри, 2 букви. Останні дві літери означають серію номерних знаків. Для використання на знаках дозволені 12 букв кирилиці, що мають Графічні аналоги в латинському алфавіті — А, В, Е, К, М, Н, О, Р, С, Т, У и Х, а також буква Б, використовувана в серії номерів АБ, застосовуваної для автомобілів державних структур, зокрема, МВС (а також для осіб, наближених до держструктур). У правій частині номерного знака, у відокремленому чотирикутнику, розташовані: в нижній частині — прапор Республіки Абхазія, а у верхній — неофіційний (відсутній в ISO) код Республіки ABH.
Інші типи номерів

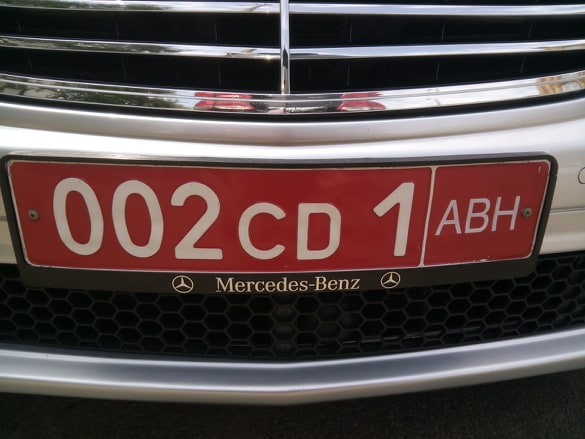
Дипломатичний номер

Крім номерів, що видаються автомобілям, в Абхазії також існують номери для причепів, мотоциклів, транзитні, дипломатичні, номери міліції і військові номери.
- Автомобілі абхазької армії мають реєстраційні номери виду:

XХХХ ВС ABH,
де XХХХ — довільний набір цифр (окрім 0000).
На відміну від схожих за стилем номерів автомобілів Збройних сил Росії і Південної Осетії, де Символи виконані білим кольором, а фон чорним, в абхазькій армії автомобільні номери виконуються звичайною розфарбуванням (чорним по білому). Хоча в старій варіації (без прапора і абревіатури ABH) номери виконувалися білим по чорному і мали вигляд: XXXX РА, де XХХХ — довільний набір цифр (окрім 0000).
- Номери причепів, мотоциклів і автомобілів міліції в Абхазії абсолютно аналогічні російським, але замість регіону малюється прапор Абхазії.

- Номери тракторів та іншої спецтехніки за формою і форматом повторюють радянські причіпні, але виконуються на помаранчевому тлі; часто використовується буквосполучення — АТ.

- Дипломатичні номери також аналогічні російським, але замість регіону посеред прямокутника напис «ABH». Кодування держав: 001 —  Росія, 002 —  Південна Осетія.

### Реєстраційні знаки транспортних засобів в Південній Осетії
Радянський період, 1990-ті і початок 2000-х рр.

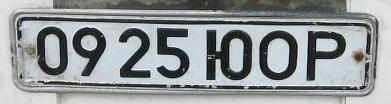

За радянських часів в Південно-Осетинської автономної області використовувалися номери, нічим не відрізнялися від номерів в іншій частині Грузинської РСР (серії ГА, ГГ, ГР). Після проголошення незалежності Південної Осетії на початку 1990-х були введені нові номери. Їх шрифт і розмір повторював останній (1977 р.) радянський варіант номерів: 4 цифри, 3 літери. Але при цьому, якщо на радянських номерах тільки 2 перші літери означали код адміністративного утворення, то в Південній Осетії для ідентифікації держави стали використовуватися всі 3 літери (рЮО для приватних автомобілів і ЮОР для державних). На причепах, де було тільки 2 букви, використовувалася, відповідно, серія ЮО.
Сучасні номери
Автомобільні номери

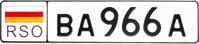
автомобільний реєстраційний знак РПО застарілого зразка з порядком букв і цифр, аналогічним російському типу 12

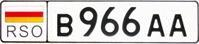
Реєстраційний знак з порядком букв и цифр, аналогічним російському типу 1

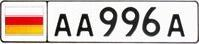
Автомобілі президента та уряду ПО

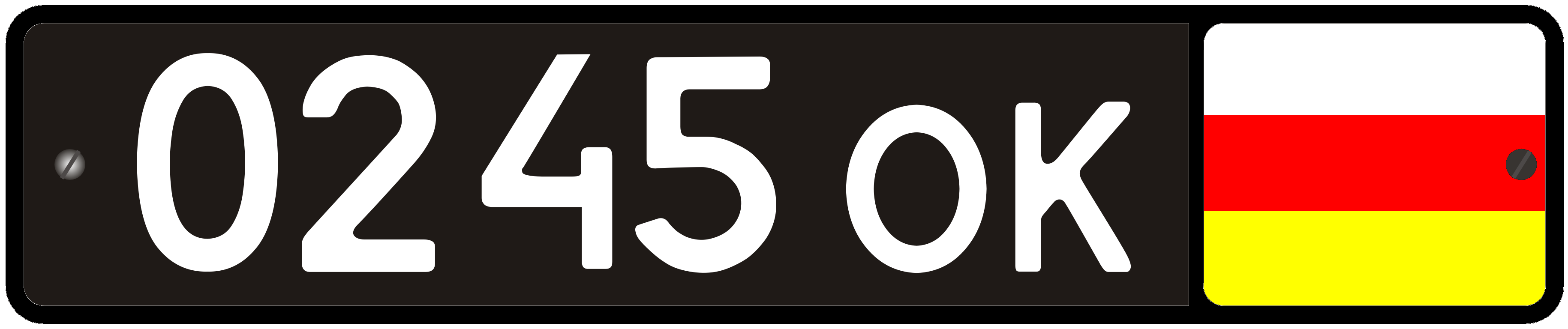
Реєстраційний знак автомобілів Міноборони

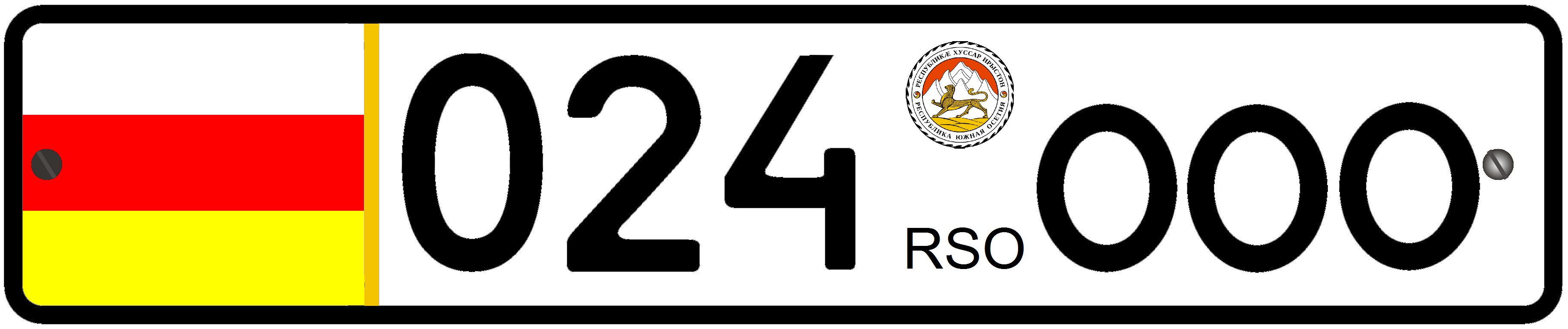
Реєстраційний знак автомобілів ГСО

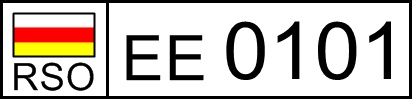
Реєстраційний знак для причепів

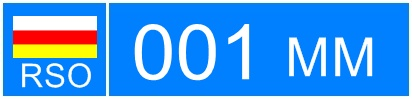
Реєстраційний знак автомобілів МВС Південної Осетії

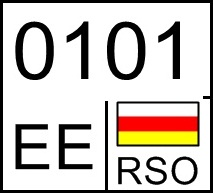
Реєстраційний знак мотоциклів Південної Осетії

Сучасні південноосетинські номери, що видаються з літа 2006 року, аналогічні російським за розмірами і шрифту і будуються за тим же принципом — 3 букви, 3 цифри, код держави. Для використання на знаках дозволені 12 букв кирилиці, які мають Графічні аналоги в латинському алфавіті — А, В, Е, К, М, Н, О, Р, С, Т, У и Х. Відмінність від російських номерних знаків в тому, що прапор і неофіційний код Південної Осетії (RSO — Republic of South Ossetia) розташований в лівій частині. Спочатку видавалися номери, де послідовність букв і цифр була аналогічна російському типу 12: 2 букви, 3 цифри, 1 буква. В даний час видаються номерні знаки з комбінаціями як на російських номерах типу 1 (буква-3 цифри-2 букви).
Інші номери
1. Причіпні номери
Формат номера аналогічний відповідному російському номеру, вікно з прапором розташовується зліва.
2. Мотоциклетні номери
Формат номера аналогічний відповідному російському номеру.
3. Номери вищих державних осіб
Номери, що починаються з А зарезервовані за президентом і урядом Південної Осетії. На таких номерах відсутній код RSO під прапором, а сам прапор займає практично весь відокремлений зліва прямокутник (в результаті чого його пропорція відрізняється від 2:1, використовуваної на звичайних номерах), послідовність букв і цифр — як на автомобільних номерах колишнього формату (тобто дві літери, три цифри, одна буква). Зарезервованими також є номери, з буквами:
- ММ — міліція (поліція) і КДБ
- ТОВ — державної служби охорони Південної Осетії[7][8]
- ХХХ і ХХВ — представництво Республіки в Санкт-Петербурзі[9]

Автомобіль Президента РЮО мав власні номерні знаки: передній номер являв собою прапор РЮО на всю пластину номера з намальованим посередині гербом РЮО, а задній номер містив три цифри 001 і три літери RSO, розділені прапором з нанесеним на нього гербом.
З 2012 року формат номерів змінився: в лівій частині номера у відокремленому вікні розташовується прапор РЮО, в основній частині номера поміщаються три цифри і три літери, розділені гербом РЮО.
4. Номери автомобілів Міністерства оборони Південної Осетії
Аналогічні номерами, що значаться за військовими формуваннями федеральних органів виконавчої влади Росії, з тією лише відмінністю, що замість коду роду військ і російського прапора праворуч розміщений Прапор Південної Осетії.
З 2012 року формат номерів злегка змінений: прапор перенесений в ліву частину номера, під прапором розташовується код Республіки «RSO».
5. Номери автомобілів МВС Південної Осетії
Мають синій фон і білі символи. Прапор і абревіатура RSO розташовуються зліва. На номерах використовується комбінація: 3 цифри і 2 букви.
6. Дипломатичні номери
Формат номера аналогічний відповідному російському номеру. Спочатку замість трьох перших цифр (коду країни) писався літерний код RSO, так як в Південній Осетії було тільки російське представництво; вікно з прапором і кодом країни було відсутнє. На даний момент видаються номери майже повністю аналогічні російським дипломатичним, тільки вікно розташоване зліва, у вікні розташовується код RSO.
Цікаві факти
- Код RSO , застосовуваний на автомобільних номерах, не збігається з кодами, виділеними Південної Осетії в загальноросійському класифікаторі країн світу (використовуються коди OS і OST)

- З усіх стандартів автомобільних номерів, створених на основі російського стандарту, південноосетинський є єдиним, де відокремлений квадрат з прапором і кодом держави знаходиться зліва, а не справа як на номерах в Росії, Абхазії, а також Таджикистані (стандарт 1996 року).